# Dean Edwards
Dean Edwards (ur. 30 lipca 1970 w Bronksie) – amerykański aktor komediowy i głosowy, były futbolista.